# 長勝寺 (弘前市)

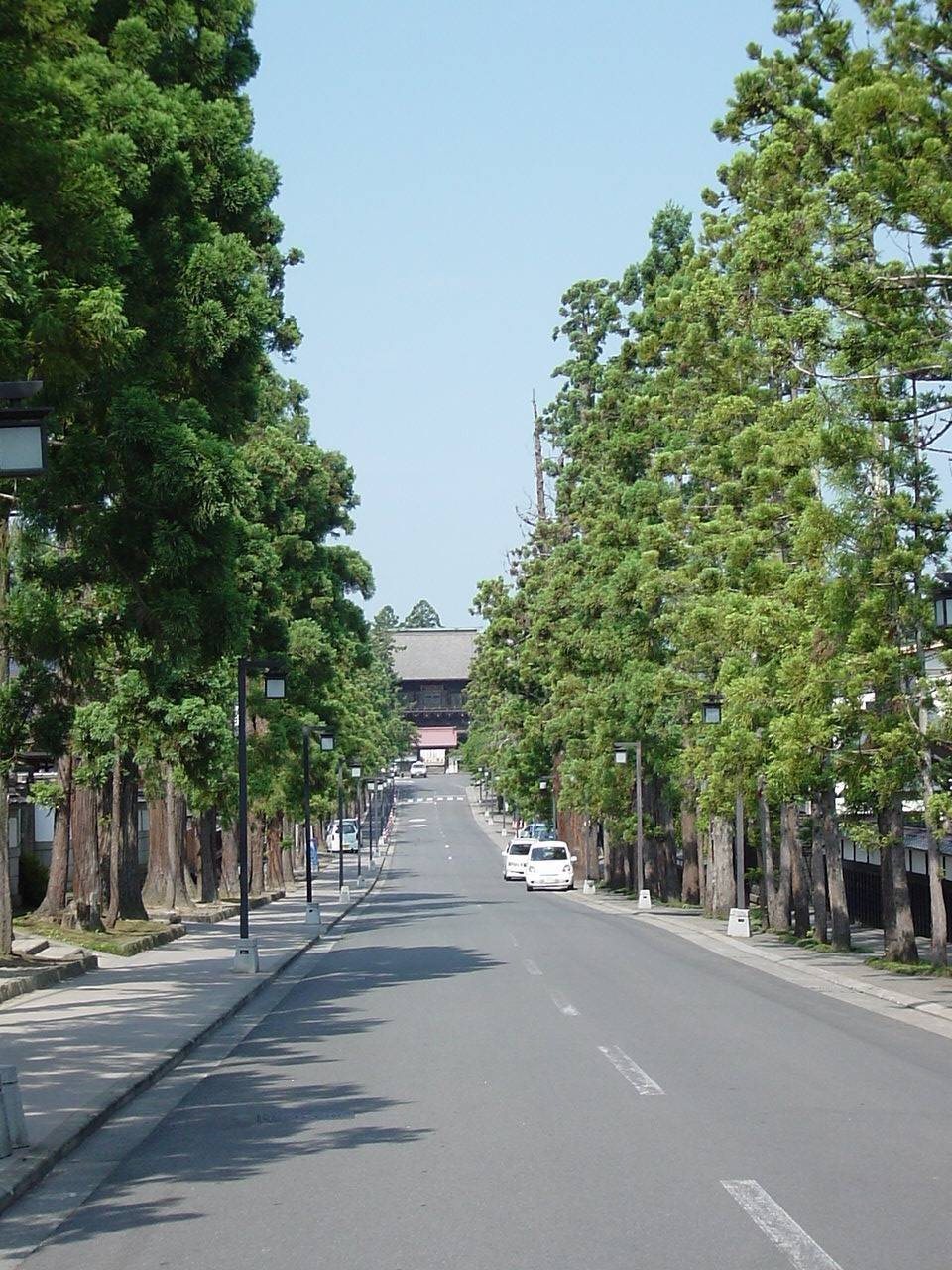
長勝寺に続く道は禅林街とも呼ばれ、三十三の寺院がある。

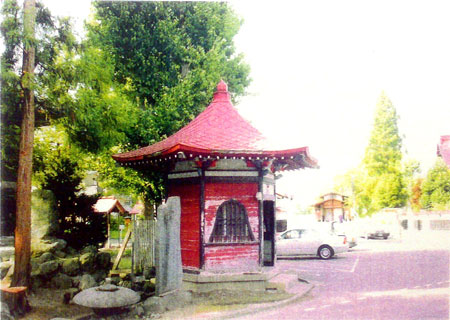
伽藍 六角堂

長勝寺（ちょうしょうじ）は、青森県弘前市にある曹洞宗の寺院。山号は太平山。本尊は釈迦如来。

## 歴史
この寺は、1528年（享禄元年）大浦盛信が父光信の菩提を弔うため、菊仙梵寿を開山として種里（現在の西津軽郡鰺ヶ沢町種里町）に創建された寺である。寺号は光信の法号による。その後、賀田大浦（現在の弘前市賀田字大浦）に移され、大浦氏が堀越城に移るにあたり、堀越に移り、1610年（慶長15年）、現在地に移された。江戸時代にはこの地域における曹洞宗の僧録所であった。

## 文化財

### 重要文化財
- 長勝寺
  - 本堂
  - 庫裏
- 長勝寺三門　附棟札1枚
- 長勝寺御影堂（みえいどう）　附厨子及び須弥壇1具、附銘札1枚
- 津軽家霊屋（たまや）
  - 環月臺　附扁額1面、附旧野地板1枚、附銘札3枚
  - 碧巖臺
  - 明鏡臺
  - 白雲臺　附銘札4枚
  - 凌雲臺　附棟札3枚、附銘札1枚
- 銅鐘

### 史跡
- 津軽氏城跡
  - 弘前城跡 - 長勝寺構がその一部として指定

### 県重宝
- 三尊仏およびその厨子
- 薬師如来三門本尊
- 津軽為信木像

### 弘前市指定有形文化財
- 黒門

## 伽藍
- 六角堂
- 石碑
- 雪見灯籠など

1949年（昭和24年）6月27日、当時の中学校生徒8人が、弘前市内大町町会に所在した製氷会社の冷蔵庫内に閉じ込められ死亡した事故の戒めとして、また被害者供養を行うため、翌年に犠牲者の一人の父親で製氷会社社長であった加藤策朗が、長勝寺敷地内に建立。2005年（平成17年）12月に市道改良工事に伴い弘前市によって、解体除却が行われた。

## 所在地
- 青森県弘前市西茂森1-13-8